# Jiří Baumruk (1955)
Jiří Baumruk (* 27. listopadu 1955) je československý basketbalista, poté i trenér a také sportovní funkcionář, novinář a politik.

## Život
Jiří Baumruk v letech 1975–1979 studoval na Fakultě tělesné výchovy a sportu Univerzity Karlovy v Praze, obor trenérská specializace 1975–1979. Státní rigorózní zkouškou v roce 1984 získal akademický titul PaedDr. Dále absolvoval v letech 1982–1984 postgraduální studium na Fakultě žurnalistiky Univerzity Karlovy, které ukončil státní zkouškou v roce 1984.
Hrál 1. československou basketbalovou ligu osm sezón za tým Sparta Praha (1973–1979, 1980–1982) a jednu sezónu v době vojenské služby (1979/80) za RH Pardubice. Největším úspěchem bylo třetí místo v československé lize basketbalu v roce 1976.
V letech 1972–1979 za reprezentační družstva Československa v kategorii juniorů a U23 odehrál 120 utkání a za reprezentační družstvo mužů 10 utkání. Již v době sportovní kariéry od roku 1974 byl trenérem a vedoucím sportovních družstev mládeže ve volejbalu a basketbalu, od roku 1977 působil jako vedoucí a organizátor dětských táborů, rekreací a sportovních soustředění.
Od roku 1981 pracoval jako redaktor v rozhlase, od roku 1985 v televizi jako redaktor – komentátor studiových pořadů a sportovních přenosů. V letech 1992–2000 byl šéfredaktorem Redakce sportu České televize a v roce 2005 zvolen na 6 let do Rady České televize, přitom třikrát byl zvolen předsedou Rady České televize na dvouleté funkční období, jednou nedokončené (zaniklo s mandátem).
Jeho otec Jiří Baumruk (27. 6. 1930 – 23. 11. 1989) v roce 2001 v anketě o nejlepšího českého basketbalistu dvacátého století skončil na 7. místě a v roce 2003 byl uveden do Síně slávy České basketbalové federace. V roce 1989 zahynul při dopravní nehodě.

### Politické působení
V komunálních volbách v roce 2002 v Praze byl z pozice člena strany a lídra kandidátní listiny ODS zvolen zastupitelem pražské městské části Praha-Benice. V opakovaných volbách konaných v roce 2003 opět vedl kandidátní listinu ODS, ale tentokrát zvolen nebyl a stal se až druhým náhradníkem.
Ve sněmovních volbách v roce 2013 byl jako nestraník lídrem kandidátní listiny subjektu HLAVU VZHŮRU - volební blok, ale nebyl zvolen.
Pro sněmovní volby v roce 2025 se stal z pozice člena strany lídrem kandidátní listiny ČSSD – České suverenity sociální demokracie ve Středočeském kraji.

## Sportovní kariéra

### Hráč
Klub
- 1973–1979 Sparta Praha (1976 – 3. místo, dále 2× 6., 2× 7. a 1× 8. místo)
- 1979–1980 RH Pardubice (8. místo)
- 1980–1982 Sparta Praha (1× 8. a 1× 9. místo)

Za Spartu Praha za 8 sezón celkem zaznamenal 2023 bodů
Československo
- 1972-1979 120 utkání za reprezentační družstva v kategoriích junioři a U23 a 10 utkání za reprezentační družstvo mužů

### Trenér a funkcionář
- 1974–dosud – trenér a vedoucí sportovních družstev mládeže ve volejbalu a basketbalu
- 1977– dosud – vedoucí a organizátor dětských táborů, rekreací a sportovních soustředění

## Novinář, rozhlas a televize
- 1981–1985 redaktor Československého rozhlasu, pracoval na nových formách vysílání do zahraničí
- 1985–1992 redaktor-komentátor Hlavní redakce tělovýchovy a motorismu Československé televize, moderoval studiové pořady a komentoval sportovní přenosy.
- 1992–2000 šéfredaktor Redakce sportu České televize
- 2000–2007 Eurosport, sportovní komentátor
- 2005–2011 člen Rady České televize, z toho 3× zvolen předsedou Rady České televize